# Ideál (teorie uspořádání)
Pojem ideál je v matematice, konkrétně v teorii uspořádání používán pro podmnožiny uspořádaných množin, jejichž prvky lze v jistém smyslu považovat za „malé“ podle daného uspořádání.

## Definice
Máme-li množinu {\displaystyle X\,\!} uspořádanou relací {\displaystyle R\,\!}, pak o její podmnožině {\displaystyle Y\subseteq X\,\!} řekneme, že je ideál vzhledem k {\displaystyle R\,\!}, pokud je {\displaystyle Y\,\!} nahoru usměrněná dolní množina v {\displaystyle X\,\!} .
Podrobněji:

- aby byla {\displaystyle Y\subseteq X\,\!} dolní, musí s každým svým prvkem obsahovat i všechny menší prvky: {\displaystyle a\in Y\land b\leq _{R}a\implies b\in Y\,\!}
- aby byla {\displaystyle Y\subseteq X\,\!} nahoru usměrněná, musí s každými dvěma prvky obsahovat nějaký prvek větší než oba: {\displaystyle a,b\in Y\implies (\exists c\in Y)(a\leq _{R}c\land b\leq _{R}c)\,\!}

## Příklady
- Prázdná množina {\displaystyle \emptyset \subseteq X\,\!} je ideál.
- Pokud má množina {\displaystyle X\,\!} největší prvek, pak je sama sobě ideálem - určitě je sama v sobě dolní a díky existenci největšího prvku navíc i nahoru usměrněná.

Prázdná množina a celá podkladová množina {\displaystyle X\,\!} nejsou příliš zajímavé ideály, a jsou proto z uvažování o ideálech obvykle vylučovány. Je zaváděn pojem vlastní ideál jako každý ideál kromě prázdné množiny a celé množiny a mluví-li se o ideálech, rozumí se tím pouze vlastní ideály.
- V množině {\displaystyle \mathbb {R} \,\!} všech reálných čísel uspořádaných běžným způsobem podle velikosti je každý zdola neomezený interval (ať již shora otevřený nebo shora uzavřený) ideálem.
- Obecněji: pokud je {\displaystyle R\,\!} lineární uspořádání, pak je každá dolní množina ideál.

Pro lineární uspořádání se tedy ideály redukují na dolní množiny. Zajímavější je situace pro uspořádání, která nejsou lineární, viz následující oddíl Ideály na potenční množině.

## Dualita filtru a ideálu
Duálním pojmem k pojmu ideál je v teorii uspořádání filtr. Veškeré úvahy a poznatky o ideálech lze (v duální podobě) aplikovat na filtry a naopak. Dalo by se říci, že článek o filtrech je duální k tomuto článku.

## Ideály na potenční množině
Jako potenční algebra je obvykle označována potenční množina {\displaystyle \mathbb {P} (X)\,\!} všech podmnožin množiny {\displaystyle X\,\!} s operacemi sjednocení, průniku a doplňku a s uspořádáním relací „být podmnožinou“ {\displaystyle \subseteq \,\!}
Co musí splňovat množinový systém {\displaystyle A\subseteq \mathbb {P} (X)\,\!} , aby byl vlastním ideálem?
- S každým svým prvkem musí {\displaystyle A\,\!} obsahovat i všechny podmnožiny tohoto prvku.
- Pro každé dva své prvky musí {\displaystyle A\,\!} obsahovat i jejich sjednocení.
- Nesmí to být ani prázdná množina, ani celá množina {\displaystyle \mathbb {P} (X)\,\!}.

### Příklad první - hlavní ideál
Uvažujme pro množinu {\displaystyle A\subseteq X\,\!} systém všech jejích podmnožin v {\displaystyle X\,\!}: 

{\displaystyle I(A)=\{B\subseteq X:B\subseteq A\}\,\!}
Jedná se o ideál (to se dá ověřit jednoduchým použitím definice), který se nazývá hlavní ideál určený množinou {\displaystyle A\,\!}
Pokud je množina {\displaystyle A\,\!} doplňkem nějakého prvku {\displaystyle a\in X}, neboli {\displaystyle A=X\setminus \{a\}}, pak pro každé {\displaystyle B\subseteq X\,\!} platí buď {\displaystyle B\in I(A)\,\!}, nebo {\displaystyle X-B\in I(A)\,\!}, ale nikdy ne zároveň - jedná se tedy o prvoideál, obvykle označovaný jako triviální prvoideál.

### Příklad druhý - konečné množiny přirozených čísel
Příkladem ideálu v potenční algebře na množině přirozených čísel {\displaystyle \mathbb {P} (\omega )\,\!} je množina všech konečných podmnožin {\displaystyle \omega \,\!}.
Tato množina obsahuje s každými dvěma prvky i jejich sjednocení (sjednocení dvou konečných množin je konečné) a s každým prvkem i jeho podmnožiny (podmnožiny konečné množiny jsou konečné), jedná se tedy o ideál. Přitom to ale není hlavní ideál - určující množina by totiž musela být sjednocením všech konečných podmnožin {\displaystyle \omega \,\!}, což však není konečná množina (dokonce je to přímo {\displaystyle \omega \,\!}, takže by se jednalo o triviální ideál). Nejedná se také o prvoideál, který musí vždy obsahovat buď množinu, nebo její doplněk - budeme-li uvažovat o množině všech sudých čísel, pak ani tato množina, ani její doplněk (množina lichých čísel) nejsou konečné a nepatří tedy do našeho ideálu.